# Deutsche Orient-Gesellschaft
Deutsche Orient-Gesellschaft (DOG) stiftades i Berlin 1898 i ändamål att anställa arkeologiska utgrävningar i Assyrien, Babylonien, Palestina och Egypten. Resultatet av sällskapets forskning har bland annat publicerats i den sedan 1898 årligen utgivna "Mitteilungen der Deutschen Orient-Gesellschaft zu Berlin".